# Age of Wonders 4
Age of Wonders 4 — компьютерная игра в жанре пошаговой стратегии (4X) с элементами RPG, разработанная голландской студией Triumph Studios и выпущенная шведской компанией Paradox Interactive 2 мая 2023 года для платформ Windows, Xbox Series X/S и PlayStation 5. Шестая игра серии Age of Wonders, действие которой возвращается в фэнтези-сеттинг после научно-фантастического спин-оффа Age of Wonders: Planetfall, вышедшего в 2019 году.

## Сюжет
Сюжет повествует о событиях, произошедших через несколько лет после событий третьей части, в ходе которых были открыт портал во внешние миры. Игроку предлагается отыграть роль представителей двух противоборствующих объединений могущественных волшебников. В то время, как первые,  Шад'рай (анг. Shad'rai), стремятся к власти, вторые, Согласие (анг. Covenant) хотят сохранить устоявшееся равновесие.
Сюжетных миссий 5, и в каждой из них игрок может сам выбрать отыгрываемую фракцию. В том числе отыграть все миссии за одну, не смотря на сюжетное противоречие, т.к. в разных миссиях игрок отыгрывает роль разных объединений.

## Игровой процесс

Экран стратегического режима

Подобно ранним частям серии, геймплей Age of Wonders 4 сочетает режимы 4X-стратегии с пошаговыми тактическими сражениями. В игре нет главных игровых героев как таковых, для каждой из миссий игрок может выбирать нового персонажа из списка доступных и вновь настраивать на свой выбор. Всего представлено 19 рас-фракций, от классических для жанра до весьма причудливых. Кроме того, игрок имеет полную свободу в настройке подконтрольной фракции — в игре нет жёсткого разделения мировоззрений «добро/зло», а многие параметры возможно изменить и в ходе игры. Захват и присоединение новых территорий может происходить как мирным путём, к примеру, с помощь дипломатии, так и военным. Даже если игрок стремится пройти всю миссию без применения силы, ближе к её финалу боестолкновения становятся неизбежными, как правило формируются два противостоящих блока. Одним из важных элементов геймплея является изучение магических книг, что даёт доступ к использованию новых заклинаний.
Ещё до выхода игры в релиз были сразу же анонсированы четыре расширения. Со временем они станут доступны игрокам, которые приобретут версию Expansion Pass. Расширения выходили друг за другом в течение 2023—2024 годов, как и планировалось:
- Dragon Dawn
- Empires and Ashes
- Primal Fury
- Eldritch Realms

1 октября 2024 были анонсированы следующие 4 расширения. Со временем они станут доступны игрокам, которые приобретут версию Expansion Pass 2. Первое расширение вышло в тот же день, но было доступно только в общем наборе Expansion Pass 2. Выход последующих расширений планируется в течение 2024—2025 годов.:
- Herald of Glory
- Ways of War
- Giant Kings
- Archon Prophecy

## Анонс и разработка
Age of Wonders 4 была анонсирована в пресс-релизе Paradox Interactive 19 января 2023 года с объявлением даты выхода 2 мая 2023 года и списком поддерживаемых игровых платформ. Игра стала новой полноценной номерной частью серии Age of Wonders за последние девять лет. В опубликованном в сообщении видеоролике заявлено, что разработка стартовала в ноябре 2019 года, а к моменту анонса игра была практически готова.
| Системные требования | Системные требования                                      | Системные требования                                          |
| -------------------- | --------------------------------------------------------- | ------------------------------------------------------------- |
|                      | Минимальные                                               | Рекомендуемые                                                 |
| Windows              |                                                           |                                                               |
| ОС                   | 64-разрядные Windows 10 или Windows 11                    | 64-разрядные Windows 10 или Windows 11                        |
| ЦПУ                  | Intel Core i5-2500 или AMD Ryzen 5 1600                   | Intel Core i7-9700 или AMD Ryzen 5 5600                       |
| Объём ОЗУ            | 8 ГБ                                                      | 16 ГБ                                                         |
| Место на диске       | 20 ГБ+                                                    | 20 ГБ+                                                        |
| Видеокарта           | c 2 ГБ памяти (NVIDIA GeForce GTX 670 или Radeon HD 7870) | c 8 ГБ памяти (NVIDIA GeForce GTX 1070 Ti или AMD RX 5700 XT) |

## Отзывы и продажи
| Русскоязычные издания | Русскоязычные издания |
| Издание               | Оценка                |
| --------------------- | --------------------- |
| StopGame.ru           | «Похвально»           |

Игра сразу после выхода получила высокие оценки игровых агрегаторов и положительные оценки как профессиональных критиков индустрии, так и рядовых игроков. Российский игровой веб-ресурс «Игромания» присудил игре оценку 4 из 5 («Достойно») с вердиктом:
«Age of Wonders 4 радует почти всегда на протяжении игры: с момента выбора фракции до финальной битвы или последнего хода. Интересно, какой может стать стратегия в будущем, если это только её фундамент!»
Через неделю после старта продаж представители Paradox Interactive сообщили, что игра разошлась тиражом более 250 тыс. экземпляров за первые четыре дня, что сделало её самой продаваемой из всех игр серии.